# Pione abyssorum
Pione abyssorum är en svampdjursart som först beskrevs av Carter 1874.  Pione abyssorum ingår i släktet Pione och familjen borrsvampar. Inga underarter finns listade i Catalogue of Life.